# ティニャーレ
ティニャーレ（伊: Tignale）は、イタリア共和国ロンバルディア州ブレシア県にある、人口約1,200人の基礎自治体（コムーネ）。

## 地理

### 位置・広がり
ブレシア県東部に位置するコムーネ。町域はガルダ湖に面する。ガルダ湖北端のリーヴァ・デル・ガルダから南南西へ19km、ガルダ湖南西端のデゼンツァーノ・デル・ガルダから北北東へ33km、ヴェローナから北北西へ40km、県都ブレシアから東北東へ45km、州都ミラノから東北東へ123kmの距離にある。

#### 隣接コムーネ
隣接するコムーネは以下の通り。括弧内のVRはヴェローナ県所属を示す。
- ブレンゾーネ・スル・ガルダ (VR)
- ガルニャーノ
- マガーザ
- マルチェージネ (VR)
- トレモージネ・スル・ガルダ
- ヴァルヴェスティーノ

### 気候分類・地震分類
気候分類では、zona F, 3003 GGに分類される。
また、イタリアの地震リスク階級 (it) では、zona 2 (sismicità media) に分類される
。

## 行政

### 分離集落
ティニャーレには、以下の分離集落（フラツィオーネ）がある。
- Aer, Gardola (sede comunale), Oldesio, Olzano, Piovere, Prabione